# Фёдор Андреевич Свибло
Фёдор Андре́евич Сви́бло (также встречается вариант написания — Свибл, Сви́бла) — московский боярин и воевода XIV в., правнук боярина Акинфа Гавриловича Великого. Вотчинник подмосковного села Свиблово.

## Биография
В 1377 году он начальствовал над московским войском, которое совместно с нижегородским ходило в мордовскую землю и «сотворило её пусту».
В 1385 году вместе с боярином московским Иваном Удой и Александром Белеутом был послан великим князем Димитрием Ивановичем в Новгород брать чёрный бор, дань Орде, по тамошним волостям. Подпись боярина Свибло встречается в духовных грамотах великого князя Димитрия Донского. В 1389 году в числе самых близких к великому князю Дмитрию Донскому бояр был свидетелем его духовного завещания. После смерти великого князя Дмитрия Донского (1389), при великом князе Василии Дмитриевиче продолжал служить в боярах, занимая очень высокое положение.
Фёдор Свибло упоминается в числе великокняжеских бояр, производивших мену землями великого князя Василия Дмитриевича с митрополитом Киприаном. В самом конце XIV или в начале XV века Фёдор Свибло подвергся опале и великий князь Василий Димитриевич конфисковал его вотчины, всё имущество и холопов. Великий князь Василий Димитриевич в своих духовных грамотах говорит о селах Фёдора Свибло, которые он взял за себя, и о холопах, которых он отнял у него. Эти слова указывают на опалу — причины её неизвестны. Опала и конфискация вотчин Фёдора Свибла не отразилась на службе его младших братьев — между боярами Василия упоминаются четыре родных брата Фёдора Андреевича Свибло.
Единственный сын Фёдора Свибла — Семён, был убит в 1438 году под Белевом и не оставил потомства.
Веселовский С. Б. высказал предположение об участии Фёдора Свибла в 1366—1367 гг. в постройке каменных укреплений Московского Кремля. Также около Кремля находился двор бояр Свибловых и поэтому угловая башня XIV века (на месте сегодняшней Водовзводной башни) называлась Свиблова башня. Башню полностью обновили в 1488 году, а в 1633 поставили в башне механизм подачи воды в Кремль, и башня стала называться Водовзводной. Название Свиблова со временем перешло к Беклемишевской (Москворецкой) башне, но ныне не используется.

Прозвище Свибло произошло от древнерусского слова «свибливый» — «шепелявый, косноязычный». Это прозвище дало названия нескольким подмосковным сёлам и деревням по реке Яузе, владельцами которых были бояре Свибловы, в том числе и села Свиблово — ныне района Москвы «Свиблово».